# Parque nacional Budderoo
Budderoo es un parque nacional en Nueva Gales del Sur (Australia), ubicado a 99 km al suroeste de Sídney.

## Datos
- Área: 60 km²
- Coordenadas: 34°39′59″S 150°39′27″E / -34.66639, 150.65750
- Fecha de Creación: 3 de octubre de 1986
- Administración: Servicio Para la Vida Salvaje y los Parques Nacionales de Nueva Gales del Sur
- Categoría IUCN: II

Véase también: Zonas protegidas de Nueva Gales del Sur
- Datos: Q956929
- Multimedia: Budderoo National Park / Q956929
- Guía turística: Parque Nacional Budderoo